# European Champions Cup 2018
La European Champions Cup 2018 è stata la 55ª edizione della massima competizione europea per club di baseball.

## Formula
La formula rimane inalterata rispetto a quella dell'anno precedente, con due gironi da quattro squadre ciascuno. Le prime due classificate di ciascun girone affrontano in una semifinale secca le prime due dell'altro girone. Le vincenti disputano la finalissima. Tutte le partite sono disputate nella città olandese di Rotterdam o nella vicina municipalità di Capelle aan den IJssel.
La nazione della squadra peggio classificata perderà un posto nell'edizione successiva con un declassamento in Coppa CEB. Per evitare questo piazzamento, le squadre che non si sono qualificate per le semifinali si sfidano tra di loro in appositi spareggi salvezza.

## Fase a gruppi

### Girone A
| Capelle aan den IJssel 6 giugno 2018, ore 13:00 | Rimini Baseball | 12 – 5 referto | Rouen Huskies | Sportpark Schenkel |

| Rotterdam 6 giugno 2018, ore 15:00 | L&D Amsterdam Pirates | 4 – 2 referto | VOITH Heidenheim Heideköpfe | Familiestadion |

| Rotterdam 7 giugno 2018, ore 10:30 | Rouen Huskies | 8 – 1 referto | L&D Amsterdam Pirates | Familiestadion |

| Capelle aan den IJssel 7 giugno 2018, ore 13:00 | VOITH Heidenheim Heideköpfe | 3 – 1 referto | Rimini Baseball | Sportpark Schenkel |

| Rotterdam 8 giugno 2018, ore 10:30 | Rouen Huskies | 6 – 2 referto | VOITH Heidenheim Heideköpfe | Familiestadion |

| Rotterdam 8 giugno 2018, ore 15:00 | L&D Amsterdam Pirates | 2 – 3 referto | Rimini Baseball | Familiestadion |

#### Classifica
| Pos. | Squadra                     | G | V | P | %    | GB  |
| ---- | --------------------------- | - | - | - | ---- | --- |
| 1.   | Rimini Baseball             | 3 | 2 | 1 | .667 | 0.0 |
| 2.   | Rouen Huskies               | 3 | 2 | 1 | .667 | 0.0 |
| 3.   | L&D Amsterdam Pirates       | 3 | 1 | 2 | .333 | 1.0 |
| 4.   | VOITH Heidenheim Heideköpfe | 3 | 1 | 2 | .333 | 1.0 |

### Girone B
| Rotterdam 6 giugno 2018, ore 10:30 | UnipolSai Bologna | 4 – 1 referto | Draci Brno | Familiestadion |

| Rotterdam 6 giugno 2018, ore 19:30 | Curaçao Neptunus | 3 – 0 referto | T&A San Marino | Familiestadion |

| Rotterdam 7 giugno 2018, ore 15:00 | T&A San Marino | 4 – 12 referto | UnipolSai Bologna | Familiestadion |

| Rotterdam 7 giugno 2018, ore 19:30 | Draci Brno | 2 – 7 referto | Curaçao Neptunus | Familiestadion |

| Capelle aan den IJssel 8 giugno 2018, ore 13:00 | Draci Brno | 11 – 12 referto | T&A San Marino | Sportpark Schenkel |

| Rotterdam 8 giugno 2018, ore 19:30 | Curaçao Neptunus | 5 – 4 referto | UnipolSai Bologna | Familiestadion |

#### Classifica
| Pos. | Squadra           | G | V | P | %     | GB  |
| ---- | ----------------- | - | - | - | ----- | --- |
| 1.   | Curaçao Neptunus  | 3 | 3 | 0 | .1000 | 0.0 |
| 2.   | UnipolSai Bologna | 3 | 2 | 1 | .667  | 1.0 |
| 3.   | T&A San Marino    | 3 | 1 | 2 | .333  | 2.0 |
| 4.   | Draci Brno        | 3 | 0 | 3 | .000  | 3.0 |

## Semifinali

### Play-out 5º-8º posto
| Rotterdam 9 giugno 2018, ore 10:30 | T&A San Marino | 5 – 6 referto | VOITH Heidenheim Heideköpfe | Familiestadion |

| Capelle aan den IJssel 9 giugno 2018, ore 13:00 | L&D Amsterdam Pirates | 0 – 8 referto | Draci Brno | Sportpark Schenkel |

### Piazzamenti 1º-4º posto
| Rotterdam 9 giugno 2018, ore 15:00 | Rimini Baseball | 2 – 1 referto | UnipolSai Bologna | Familiestadion |

| Rotterdam 9 giugno 2018, ore 19:30 | Curaçao Neptunus | 4 – 0 referto | Rouen Huskies | Familiestadion |

## Finali

### Play-out 7º-8º posto
| Capelle aan den IJssel 10 giugno 2018, ore 11:00 | T&A San Marino | 3 – 8 referto | L&D Amsterdam Pirates | Sportpark Schenkel |

San Marino perde il diritto di avere una squadra nella prossima European Champions Cup per effetto dell'8º posto finale.

### Finale 3º-4º posto
| Rotterdam 10 giugno 2018, ore 13:00 | UnipolSai Bologna | 8 – 0 referto | Rouen Huskies | Familiestadion |

### Finale 1º-2º posto
| Rotterdam 10 giugno 2018, ore 18:00 | Curaçao Neptunus | 5 – 0 referto | Rimini Baseball | Familiestadion |
| \| \| \| \| \| Kemp \| Doppi \| \| \| Collins \| Tripli \| \| \| Daantji al 2º da 1 punto, de Cuba al 4º da 1 punto \| Fuoricampo \| \| |                  |               |                 |                |
| |                  |               |                 |                |
| Kemp | Doppi            |               |                 |                |
| Collins | Tripli           |               |                 |                |
| Daantji al 2º da 1 punto, de Cuba al 4º da 1 punto                                                                                      | Fuoricampo       |               |                 |                |

## Vincitore
| Campione d'Europa 2018 Curaçao Neptunus 10º titolo |